# Montel-de-Gelat
Montel-de-Gelat – miejscowość i gmina we Francji, w regionie Owernia-Rodan-Alpy, w departamencie Puy-de-Dôme.
Według danych na rok 1990 gminę zamieszkiwały 503 osoby, a gęstość zaludnienia wynosiła 20 osób/km² (wśród 1310 gmin Owernii Montel-de-Gelat plasuje się na 406. miejscu pod względem liczby ludności, natomiast pod względem powierzchni na miejscu 310.).